# Morocco Tennis Tour - Casablanca 2011
Il Morocco Tennis Tour - Casablanca 2011 è stato un torneo professionistico di tennis maschile giocato sulla terra rossa. È stata la 1ª edizione del torneo, che fa parte dell'ATP Challenger Tour nell'ambito dell'ATP Challenger Tour 2011. Si è giocato a Casablanca in Marocco dal 21 al 27 febbraio 2011.

## Partecipanti

### Teste di serie
| Giocatore  | Nazionalità       | Ranking* | Testa di serie |
| ---------- | ----------------- | -------- | -------------- |
| Germania   | Denis Gremelmayr  | 105      | 1              |
| Germania   | Simon Greul       | 117      | 2              |
| Francia    | Benoît Paire      | 120      | 3              |
| Francia    | Éric Prodon       | 130      | 4              |
| Rep. Ceca  | Jaroslav Pospíšil | 138      | 5              |
| Slovacchia | Martin Kližan     | 159      | 6              |
| Italia     | Alessio Di Mauro  | 165      | 7              |
| Germania   | Bastian Knittel   | 172      | 8              |

- Ranking al 14 febbraio 2011.

### Altri partecipanti
Giocatori che hanno ricevuto una wild card:
- Anas Fattar
- Hicham Khaddari
- Talal Ouahabi
- Younes Rachidi

Giocatori passati dalle qualificazioni:
- Evgenij Donskoj
- Adrián Menéndez Maceiras
- Deniss Pavlovs
- João Sousa

## Campioni

### Singolare
Evgenij Donskoj ha battuto in finale  Alessio Di Mauro con il punteggio di 2–6, 6–3, 6–3

### Doppio
Guillermo Alcaide /  Adrián Menéndez Maceiras hanno battuto in finale  Leonardo Tavares /  Simone Vagnozzi con il punteggio di 6–2, 6–1